# Кампина-Гранди-ду-Сул
Кампи́на-Гра́нди-ду-Сул (порт. Campina Grande do Sul) — муниципалитет в Бразилии, входит в штат Парана. Составная часть мезорегиона Агломерация Куритиба. Находится в составе крупной городской агломерации Агломерация Куритиба. Входит в экономико-статистический микрорегион Куритиба. Население составляет 45 817 человек на 2006 год. Занимает площадь 539,861 км². Плотность населения — 84,9 чел./км².

## История
Город основан 22 марта 1884 года. 

## Статистика
- Валовой внутренний продукт на 2003 год составляет 185 592 318,00 реалов (данные: Бразильский институт географии и статистики).
- Валовой внутренний продукт на душу населения на 2003 год составляет 4564,72 реалов (данные: Бразильский институт географии и статистики).
- Индекс развития человеческого потенциала на 2000 год составляет 0,761 (данные: Программа развития ООН).